# بيونجتايك
بيونجتايك هي مدينة في كوريا الجنوبية، تتبع مقاطعة غيونغي، بلغ عدد سكانها 457,873 نسمة في 2015، تبلغ مساحتها 452.31 كيلومتر مربع.

## مدن توأم
المدن التوأم:
- تيكيرداغ.